# بوبي هوغ (سياسي)
بوبي هوغ هو سياسي أمريكي، ولد في 26 مارس 1939 في نيو ألباني في الولايات المتحدة. نشط حزبياً في الحزب الديمقراطي. وقد انتخب عضو مجلس نواب أركنساس ‏.